# SuperLega de 2020–21
A SuperLega de 2020–21 foi a 76.ª edição da primeira divisão do campeonato italiano de voleibol, competição esta organizada pela Lega Pallavolo Serie A, consórcio de clubes filiado à Federação Italiana de Voleibol (FIPAV), por questões de patrocinadores chamada de "SuperLega Credem Banca". Participaram do torneio doze equipes provenientes de onze províncias italianas.
O Cucine Lube Civitanova conquistou seu sexto título ao vencer o Sir Safety Conad Perugia nas finais. O ponteiro Osmany Juantorena, capitão do clube da província de Macerata foi o maior pontuador com 19 acertos e também faturou o prêmio de MVP, mas repassou o prêmio para o seu companheiro de equipe, Yoandy Leal.

## Equipes participantes
| Equipe Nome fantasia                               | Cidade         | Ginásio                                                        | Capacidade | Temporada 2019–20 |
| -------------------------------------------------- | -------------- | -------------------------------------------------------------- | ---------- | ----------------- |
| Verona Volley NBV Verona                           | Verona         | PalaOlimpia Vibo Valentia                                      | 5 350      | 8º colocado       |
| Callipo Sport Tonno Callipo Calabria Vibo Valentia | Vibo Valentia  | PalaValentia Vibo Valentia                                     | 2 500      | 11º colocado      |
| Cucine Lube Civitanova                             | Treia          | PalaCivitanova Civitanova Marche                               | 4 200      | 1º colocado       |
| Volley Milano Vero Volley Monza                    | Milão          | Palazzetto dello Sport (Monza) Monza                           | 4 500      | 9º colocado       |
| Modena Volley Leo Shoes Modena                     | Módena         | PalaPanini Módena                                              | 6 000      | 2º colocado       |
| Pallavolo Padova Kioene Padova                     | Pádua          | PalaSanLazzaro Pádua                                           | 3 916      | 7º colocado       |
| Porto Robur Costa Consar Ravenna                   | Ravena         | PalaDeAndré Ravena                                             | 3 500      | 6º colocado       |
| Powervolley Milano Allianz Milano                  | Milão          | PalaYamamay Busto Arsizio                                      | 5 000      | 5º colocado       |
| Sir Safety Perugia Sir Safety Conad Perugia        | Perúgia        | PalaEvangelisti Perúgia                                        | 4 500      | 3º colocado       |
| Top Volley Top Volley Cisterna                     | Latina (Lácio) | Palazzetto dello Sport (Cisterna di Latina) Cisterna di Latina | 3 500      | 12º colocado      |
| Trentino Volley Itas Trentino                      | Trento         | PalaTrento Trento                                              | 4 000      | 4º colocado       |
| Gas Sales Bluenergy Piacenza                       | Placência      | PalaBlanca Placência                                           | 3 700      | 10º colocado      |

Observação: O Argos Volley desistiu de se inscrever no campeonato.

## Regulamento
Período regular
disputada em dois turnos, onde todos os clubes se enfrentaram, com jogos em casa e fora, num total de vinte e dois dias. Os onze primeiros classificados obtiveram acesso aos playoffs e o décimo segundo classificado obteve acesso aos playoffs do 5.º lugar.
Playoffs
na rodada preliminar, participaram os classificados da sexta até a décima primeira colocação da temporada regular, em melhor de 3 jogos. Os times vencedores avançaram para as quartas de final onde já se encontravam os quatro primeiros classificados da temporada regular, onde disputaram a melhor de duas vitórias em três jogos. Os três eliminados na fase preliminar e os dois eliminados nas quartas de final entraram nos playoffs do 5.º lugar. As semifinais e finais foram disputadas em melhor de três vitórias em cinco jogos.
Playoffs do 5.º lugar
ocorreu em turno único durante sete dias. Os quatro primeiros classificados passaram para a fase seguinte. Semifinais e 5º lugar foram disputados em partida única.

## Fase classificatória

### Classificação
- Vitória por 3 sets a 0 ou 3 a 1: 3 pontos para o vencedor;
- Vitória por 3 sets a 2: 2 pontos para o vencedor e 1 ponto para o perdedor.
- Não comparecimento, a equipe perde 2 pontos.
- Em caso de igualdade por pontos, os seguintes critérios servem como desempate: número de vitórias, média de sets e média de pontos.

|  | Equipes classificadas para as quartas de final dos playoffs |
|  | Equipes classificadas para a rodada preliminar dos playoffs |
|  | Equipe qualificada para os playoffs do 5.º lugar            |

|     |                        |     | Jogos | Jogos | Jogos | Resultados | Resultados | Resultados | Resultados | Resultados | Resultados | Sets | Sets | Sets  | Pontos | Pontos | Pontos |
| Pos | Equipe                 | Pts | T     | V     | D     | 3–0        | 3–1        | 3–2        | 2–3        | 1–3        | 0–3        | V    | P    | R     | V      | P      | R      |
| --- | ---------------------- | --- | ----- | ----- | ----- | ---------- | ---------- | ---------- | ---------- | ---------- | ---------- | ---- | ---- | ----- | ------ | ------ | ------ |
| 1   | Sir Safety Perugia     | 54  | 22    | 18    | 4     | 10         | 7          | 1          | 1          | 1          | 2          | 57   | 21   | 2.714 | 1863   | 1702   | 1.095  |
| 2   | Cucine Lube Civitanova | 51  | 22    | 18    | 4     | 9          | 4          | 5          | 2          | 1          | 1          | 59   | 26   | 2.269 | 1992   | 1777   | 1.121  |
| 3   | Trentino Volley        | 47  | 22    | 16    | 6     | 8          | 6          | 2          | 1          | 2          | 3          | 52   | 28   | 1.857 | 1892   | 1712   | 1.105  |
| 4   | Volley Milano          | 39  | 22    | 14    | 8     | 3          | 7          | 4          | 1          | 5          | 2          | 49   | 39   | 1.256 | 1996   | 1911   | 1.044  |
| 5   | Callipo Sport          | 37  | 22    | 13    | 9     | 4          | 6          | 3          | 1          | 5          | 3          | 46   | 39   | 1.179 | 1935   | 1917   | 1.009  |
| 6   | Gas Sales Piacenza     | 37  | 22    | 13    | 9     | 2          | 9          | 2          | 0          | 4          | 5          | 43   | 40   | 1.075 | 1886   | 1883   | 1.002  |
| 7   | Modena Volley          | 34  | 22    | 11    | 11    | 5          | 5          | 1          | 2          | 5          | 4          | 42   | 40   | 1.050 | 1894   | 1860   | 1.018  |
| 8   | Powervolley Milano     | 33  | 22    | 11    | 11    | 3          | 5          | 3          | 3          | 6          | 2          | 45   | 44   | 1.023 | 1981   | 1997   | 0.992  |
| 9   | Verona Volley          | 23  | 22    | 7     | 15    | 3          | 3          | 1          | 3          | 8          | 4          | 35   | 50   | 0.700 | 1916   | 1974   | 0.971  |
| 10  | Porto Robur Costa      | 19  | 22    | 5     | 17    | 2          | 3          | 0          | 4          | 8          | 5          | 31   | 54   | 0.574 | 1836   | 2010   | 0.913  |
| 11  | Pallavolo Padova       | 15  | 22    | 4     | 18    | 1          | 2          | 1          | 4          | 6          | 8          | 26   | 58   | 0.448 | 1808   | 1984   | 0.911  |
| 12  | Top Volley             | 7   | 22    | 2     | 20    | 0          | 1          | 1          | 2          | 7          | 11         | 17   | 63   | 0.270 | 1664   | 1936   | 0.860  |

Fonte: LegaVolley

## Playoffs

### Rodada preliminar
Rodada 1
| Data   | Hora  |                    | Placar |                   | Set 1 | Set 2 | Set 3 | Set 4 | Set 5 | Total  | Relatório |
| ------ | ----- | ------------------ | ------ | ----------------- | ----- | ----- | ----- | ----- | ----- | ------ | --------- |
| 20 fev | 17:00 | Modena Volley      | 3–0    | Porto Robur Costa | 31–29 | 25–21 | 25–21 |       |       | 81–71  | Relatório |
| 21 fev | 17:00 | Gas Sales Piacenza | 3–1    | Pallavolo Padova  | 22–25 | 25–22 | 25–19 | 32–30 |       | 104–96 | Relatório |
| 21 fev | 18:00 | Powervolley Milano | 3–1    | Verona Volley     | 25–16 | 25–19 | 20–25 | 32–30 |       | 102–90 | Relatório |

Rodada 2
| Data   | Hora  |                   | Placar |                    | Set 1 | Set 2 | Set 3 | Set 4 | Set 5 | Total | Relatório |
| ------ | ----- | ----------------- | ------ | ------------------ | ----- | ----- | ----- | ----- | ----- | ----- | --------- |
| 27 fev | 20:30 | Porto Robur Costa | 0–3    | Modena Volley      | 22–25 | 22–25 | 25–27 |       |       | 69–77 | Relatório |
| 28 fev | 18:00 | Pallavolo Padova  | 1–3    | Gas Sales Piacenza | 17–25 | 20–25 | 25–22 | 20–25 |       | 82–97 | Relatório |
| 28 fev | 19:30 | Verona Volley     | 3–1    | Powervolley Milano | 20–25 | 25–18 | 25–20 | 25–21 |       | 95–84 | Relatório |

Rodada 3
| Data  | Hora  |                    | Placar |               | Set 1 | Set 2 | Set 3 | Set 4 | Set 5 | Total | Relatório |
| ----- | ----- | ------------------ | ------ | ------------- | ----- | ----- | ----- | ----- | ----- | ----- | --------- |
| 6 mar | 20:30 | Powervolley Milano | 3–0    | Verona Volley | 25–18 | 25–23 | 25–23 |       |       | 75–64 | Relatório |

### Finais
|  | Quartas de final | Quartas de final       | Quartas de final | Quartas de final       | Quartas de final |    |                        | Semifinais               | Semifinais               | Semifinais               | Semifinais               | Semifinais               | Semifinais               | Semifinais               |  |  | Final          | Final              | Final          | Final          | Final          | Final          | Final          |
|  | 9–17 de março    | 9–17 de março          | 9–17 de março    | 9–17 de março          | 9–17 de março    |    |                        | 27 de março – 7 de abril | 27 de março – 7 de abril | 27 de março – 7 de abril | 27 de março – 7 de abril | 27 de março – 7 de abril | 27 de março – 7 de abril | 27 de março – 7 de abril |  |  | 14–24 de abril | 14–24 de abril     | 14–24 de abril | 14–24 de abril | 14–24 de abril | 14–24 de abril | 14–24 de abril |
|  |                  |                        |                  |                        |                  |    |                        |                          |                          |                          |                          |                          |                          |                          |  |  |                |                    |                |                |                |                |                |
|  | 1°               | Sir Safety Perugia     | 2                | 3                      | 3                |    |                        |                          |                          |                          |                          |                          |                          |                          |  |  |                |                    |                |                |                |                |                |
|  | 8°               | Powervolley Milano     | 3                | 1                      | 0                |    |                        |                          |                          |                          |                          |                          |                          |                          |  |  |                |                    |                |                |                |                |                |
|  | 8°               | Powervolley Milano     | 3                | 1                      | 0                |    | 1°                     | Sir Safety Perugia       | 3                        | 3                        | 3                        |                          |                          |                          |  |  |                |                    |                |                |                |                |                |
|  |                  |                        |                  |                        |                  |    | 1°                     | Sir Safety Perugia       | 3                        | 3                        | 3                        |                          |                          |                          |  |  |                |                    |                |                |                |                |                |
|  |                  | 4°                     | Volley Milano    | 2                      | 1                | 0  |                        |                          |                          |                          |                          |                          |                          |                          |  |  |                |                    |                |                |                |                |                |
|  | 4°               | 4°                     | Volley Milano    | 2                      | 1                | 0  | Volley Milano          | 3                        | 0                        | 3                        |                          |                          |                          |                          |  |  |                |                    |                |                |                |                |                |
|  | 4°               |                        |                  |                        |                  |    | Volley Milano          | 3                        | 0                        | 3                        |                          |                          |                          |                          |  |  |                |                    |                |                |                |                |                |
|  | 5°               | Callipo Sport          | 1                | 3                      | 2                |    |                        |                          |                          |                          |                          |                          |                          |                          |  |  |                |                    |                |                |                |                |                |
|  |                  |                        |                  |                        |                  |    |                        |                          |                          |                          |                          |                          |                          |                          |  |  | 1°             | Sir Safety Perugia | 1              | 3              | 0              | 1              |                |
|  |                  |                        | 2°               | Cucine Lube Civitanova | 3                | 2  | 3                      | 3                        |                          |                          |                          |                          |                          |                          |  |  |                |                    |                |                |                |                |                |
|  | 2°               | Cucine Lube Civitanova | 3                | 3                      |                  |    |                        |                          |                          |                          |                          |                          |                          |                          |  |  |                |                    |                |                |                |                |                |
|  | 7°               | Modena Volley          | 0                | 0                      |                  |    |                        |                          |                          |                          |                          |                          |                          |                          |  |  |                |                    |                |                |                |                |                |
|  | 7°               | Modena Volley          | 0                | 0                      |                  | 2° | Cucine Lube Civitanova | 2                        | 3                        | 3                        | 3                        |                          |                          |                          |  |  |                |                    |                |                |                |                |                |
|  |                  |                        |                  |                        |                  | 2° | Cucine Lube Civitanova | 2                        | 3                        | 3                        | 3                        |                          |                          |                          |  |  |                |                    |                |                |                |                |                |
|  |                  | 3°                     | Trentino Volley  | 3                      | 0                | 1  | 0                      |                          |                          |                          |                          |                          |                          |                          |  |  |                |                    |                |                |                |                |                |
|  | 3°               | 3°                     | Trentino Volley  | 3                      | 0                | 1  | 0                      | Trentino Volley          | 3                        | 3                        |                          |                          |                          |                          |  |  |                |                    |                |                |                |                |                |
|  | 3°               |                        |                  |                        |                  |    |                        | Trentino Volley          | 3                        | 3                        |                          |                          |                          |                          |  |  |                |                    |                |                |                |                |                |
|  | 6°               | Gas Sales Piacenza     | 2                | 1                      |                  |    |                        |                          |                          |                          |                          |                          |                          |                          |  |  |                |                    |                |                |                |                |                |

## Playoffs do 5.º lugar
- Vitória por 3 sets a 0 ou 3 a 1: 3 pontos para o vencedor;
- Vitória por 3 sets a 2: 2 pontos para o vencedor e 1 ponto para o perdedor.
- Não comparecimento, a equipe perde 2 pontos.
- Em caso de igualdade por pontos, os seguintes critérios servem como desempate: número de vitórias, média de sets e média de pontos.

|  | Equipes qualificadas para os playoffs do 5.º lugar |

|     |                    |     | Jogos | Jogos | Jogos | Resultados | Resultados | Resultados | Resultados | Resultados | Resultados | Sets | Sets | Sets  | Pontos | Pontos | Pontos |
| Pos | Equipe             | Pts | T     | V     | D     | 3–0        | 3–1        | 3–2        | 2–3        | 1–3        | 0–3        | V    | P    | R     | V      | P      | R      |
| --- | ------------------ | --- | ----- | ----- | ----- | ---------- | ---------- | ---------- | ---------- | ---------- | ---------- | ---- | ---- | ----- | ------ | ------ | ------ |
| 1   | Gas Sales Piacenza | 16  | 7     | 6     | 1     | 2          | 2          | 2          | 0          | 1          | 0          | 19   | 9    | 2.111 | 647    | 585    | 1.106  |
| 2   | Powervolley Milano | 16  | 7     | 6     | 1     | 2          | 2          | 2          | 0          | 0          | 1          | 18   | 9    | 2,000 | 624    | 582    | 1.072  |
| 3   | Verona Volley      | 12  | 7     | 4     | 3     | 2          | 1          | 1          | 1          | 2          | 0          | 16   | 12   | 1.333 | 641    | 616    | 1.041  |
| 4   | Modena Volley      | 12  | 7     | 4     | 3     | 1          | 2          | 1          | 1          | 1          | 1          | 15   | 13   | 1.154 | 644    | 638    | 1.009  |
| 5   | Porto Robur Costa  | 10  | 7     | 3     | 4     | 1          | 1          | 1          | 2          | 1          | 1          | 14   | 15   | 0.933 | 652    | 661    | 0.986  |
| 6   | Top Volley         | 8   | 7     | 2     | 5     | 1          | 0          | 1          | 3          | 1          | 1          | 13   | 17   | 0.765 | 680    | 688    | 0.988  |
| 7   | Pallavolo Padova   | 7   | 7     | 2     | 5     | 2          | 0          | 0          | 1          | 3          | 1          | 11   | 15   | 0.733 | 560    | 586    | 0.956  |
| 8   | Callipo Sport      | 3   | 7     | 1     | 6     | 0          | 1          | 0          | 0          | 0          | 6          | 3    | 19   | 0.158 | 456    | 548    | 0.832  |

Fonte: LegaVolley

### Finais
|  | Semifinais | Semifinais         | Semifinais    |   |    | Final              | Final | Final |
|  |            |                    |               |   |    |                    |       |       |
|  | 2º         | Powervolley Milano | 3             |   |    |                    |       |       |
|  | 3º         | Verona Volley      | 1             |   |    |                    |       |       |
|  |            |                    |               |   | 2º | Powervolley Milano | 1     |       |
|  |            | 4º                 | Modena Volley | 3 |    |                    |       |       |
|  | 1º         | Gas Sales Piacenza | 0             |   |    |                    |       |       |
|  | 4º         | Modena Volley      | 3             |   |    |                    |       |       |

## Classificação final
| Posição           | Equipe                 | Classificação                |
| ----------------- | ---------------------- | ---------------------------- |
| Medalha de ouro   | Cucine Lube Civitanova | Liga dos Campeões de 2021–22 |
| Medalha de prata  | Sir Safety Perugia     | Liga dos Campeões de 2021–22 |
| Medalha de bronze | Trentino Volley        | Liga dos Campeões de 2021–22 |
| 4                 | Volley Milano          | Taça CEV de 2021–22          |
| 5                 | Modena Volley          | Taça CEV de 2021–22          |
| 6                 | Powervolley Milano     | SuperLega de 2021–22         |
| 7                 | Gas Sales Piacenza     | SuperLega de 2021–22         |
| 8                 | Verona Volley          | SuperLega de 2021–22         |
| 9                 | Porto Robur Costa      | SuperLega de 2021–22         |
| 10                | Top Volley             | SuperLega de 2021–22         |
| 11                | Pallavolo Padova       | SuperLega de 2021–22         |
| 12                | Callipo Sport          | SuperLega de 2021–22         |

## Premiações
| SuperLega de 2020–21                        |
| Marcas                                      |
| ------------------------------------------- |
| Cucine Lube Civitanova Campeão (6.º título) |

### Individuais
Os atletas que se destacaram individualmente foram:
| - Most Valuable Player (MVP) Osmany Juantorena - Melhor Oposto Kamil Rychlicki - Melhores Ponteiros Wilfredo León Osmany Juantorena | - Melhor Levantador Micah Christenson - Melhores Centrais Robertlandy Simón Simone Anzani - Melhor Líbero Fabio Balaso |